# David Lynn Jones
David Lynn Jones (* 15. ledna 1950 Bexar) je americký zpěvák. V sedmdesátých letech hrál na baskytaru v kapele Freddy Morrison & the Bandana Blues. V roce 1986 napsal píseň „Living in the Promiseland“ pro Willieho Nelsona, která se dostala na první místo countryové hitparády. V roce 1987 podepsal smlouvu s vydavatelstvím Mercury Records a vydal své první album nazvané Hard Times on Easy Street. O tři roky později následovala druhá deska Wood, Wind, and Stone a později dvě další. Po roce 1994 se již hudbě nevěnoval.